# Spinocalanus horridus
Spinocalanus horridus är en kräftdjursart som beskrevs av Wolfenden 1911. Spinocalanus horridus ingår i släktet Spinocalanus och familjen Spinocalanidae. Inga underarter finns listade i Catalogue of Life.